# Eupithecia mongolica
Eupithecia mongolica là một loài bướm đêm trong họ Geometridae.